# Represa de Orellana
A represa de Orellana é uma barragem sobre o rio Guadiana na província de Badajoz (Espanha). É o maior dos situados no trecho médio do rio, está regulado pelos de García de Sola e Cíjara e pelo transvasse do Zújar e La Serena. Foi construído dentro das actuações do Plano Badajoz, onde se construíram vários represas na zona com o objectivo de fornecer água aos regadios da província de Badajoz.

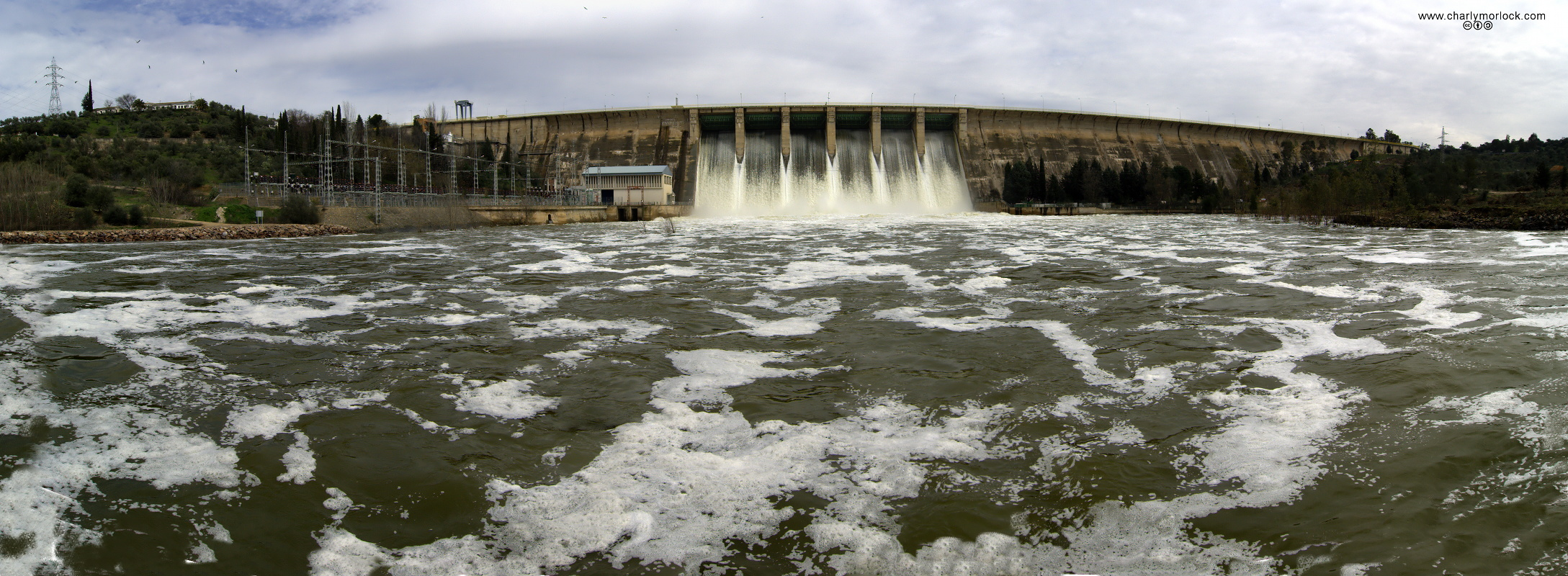
Vista da presa

A zona tem infra-estrutura para a prática de desportos aquáticos, e para o banho, recebendo, por este motivo, o nome de "Costa Doce". A superfície do represa é de 5084 ha, incluídas nos termos municipais de Orellana la Vieja, Orellana de la Sierra, Acedera, Navalvillar de Pela, Casas de Don Pedro, Talarrubias, Puebla de Alcocer, Esparragosa de Lares e Campanario
Junto com as lagoas da Albuera são as únicas zonas húmidas de Estremadura que pertencem à lista de banhados de importância internacional estabelecidos no Convênio de Ramsar, junto outros lugares tão renomeados como o Parque nacional de las Tablas de Daimiel, Doñana ou o delta do Ebro.
Em 1989, esta zona classifica-se como Zona de Especial Protecção para as Aves (ZEPA). Em 1998,  inclui-se dentro da Rede NATURA 2000 com a figura de Zona de Especial Conservação. Podem-se observar instâncias de abutre leonado, águia real, aguilucho pálido, aguilucho cenizo, cegonha negra... e ademais, existem animais de outros grupos como, nutria, tejón e sapo corredor.